# هيسار
حِصَار رمزها «HI» (بالإنجليزية: Hissar) ، هو تقسيم إداري لدولة الهند تتبع ولاية هَريانة (بالإنجليزية: Haryana)، مركزها هو مدينة حصار (الهند) (بالإنجليزية: Hissar) عدد سكانها حسب تعداد سنة 2001 هو 1,536,417، مساحتها 3,788 كم² وكثافة السكان 406 لكل كم² .